# Reserva Etnobotánica Cumandá
La Reserva Etnobotánica Cumandá, también denominado como FundRAE - Reserva Etnobotánica Cumandá, es una reserva de bosque de niebla y jardín botánico de una extensión de 36,320 km², de los cuales 22,4 km² son bosque protector.que alberga especies vegetales de la zona de bosque de niebla en Baeza Napo, Amazonía Ecuador.
Tiene lazos de cooperación con el Latin American Ethnobotanical Garden de la Universidad de Georgia, Estados Unidos.
Presenta trabajos para la Agenda Internacional para la Conservación en los Jardines Botánicos.
El código de identificación del FundRAE - Reserva Etnobotánica Cumandá como miembro del "Botanic Gardens Conservation Internacional" (BGCI), así como las siglas de su herbario es REC.

## Localización
Baeza se encuentra en las ramificaciones de la zona oriental de la cordillera de los Andes. El relieve de la ciudad y sus alrededores ha sido afectado por movimientos sísmicos y por erupciones del Cotopaxi, Antisana, Reventador y Sumaco.
Se asienta sobre el valle del río Quijos, a una altitud de 1914 m s. n. m., en la Región Amazónica del Ecuador, en el norte de la Provincia de Napo. 
Se ubica a 5 minutos al norte de Baeza,en el km. 104 de la vía Quito-Lago Agrio, al lado izquierdo del río Quijos
FundRAE - Reserva Etnobotánica Cumandá Toribio Montes No 766 y Cuero y Caicedo Quito
Ecuador
Planos y vistas satelitales.00°13′45.8400″S 078°31′27.1200″O / -0.229400000, -78.524200000
Su clima corresponde al bosque muy húmedo-premontano caracterizado por su abundante precipitación y un promedio de 17 grados centígrados.

## Historia
El proyecto de la Reserva Etnobotánica Cumandá surge del hermanamiento entre los investigadores de la FundRAE y la Universidad de Georgia como una colaboración a largo plazo.
En 1998, un grupo de profesores e investigadores de la Universidad de Georgia UGA, visitó la zona y presentó una evaluación preliminar de la zona y un modelo para el concepto de jardín etnobotánico de hermananamiento a desarrollarse en fases futuras.
La contraparte local es FundRAE, una organización no gubernamental que coordina esfuerzos con ECORAE, una rama gubernamental para el desarrollo ecológico de la región amazónica de Ecuador. 
La meta de este proyecto es que la reserva proporcione un enlace de hábitat críticos actualmente asentados en la cuenca del río Quijos, entre los parques nacionales existentes y reservas ecológicas, y servirá para educar a los visitantes sobre la importancia del conocimiento etnobotánico y la ecología de la región.
El proyecto del jardín implica así mismo el intercambio de profesores y estudiantes de ambas parte, así como la ampliación y rediseño del jardín de plantas medicinales en Cumandá. 
Esta colección cuenta con plantas medicinales que crecen bien en las tierras altas tropicales húmedas de Ecuador y América tropical en general. 
Es un jardín de enseñanza donde los estudiantes aprenden a identificar, propagar, cultivar y utilizar las plantas medicinales

## Colecciones
En esta reserva se albergan aliso, aguacatillo de monte, higuerón, motilón, nogal, porotón, la chontilla, palmito, vacacaspi y palma de ramos. 
El plan para el jardín de la reserva Cumandá sigue metas similares al jardín en Universidad de Georgia (UGA), utilizando técnicas de construcción locales y el material disponible, y haciendo hincapié en un área de siembra de forma orgánica, bancos y áreas pavimentadas. 
Las plantas que se muestran en este jardín botánico están perfectamente identificadas con su nombre científico, la familia, el nombre vulgar, el hábitat y su uso.
El equipo del jardín botánico realiza estudios etnobotánicos en comunidades indígenas y campesinas del país.
Entre la fauna se puede encontrar iguanas, gallos de la peña, loros, tucán andino, pava de monte, ardillas y cuchucho. 
Entre las actividades turísticas que se pueden hacer están: la caminata, la fotografía y observación de flora y fauna y la cabalgata.

Algunos especímenes de árboles tropicales en la "Reserva Etnobotánica Cumandá".

Árboles
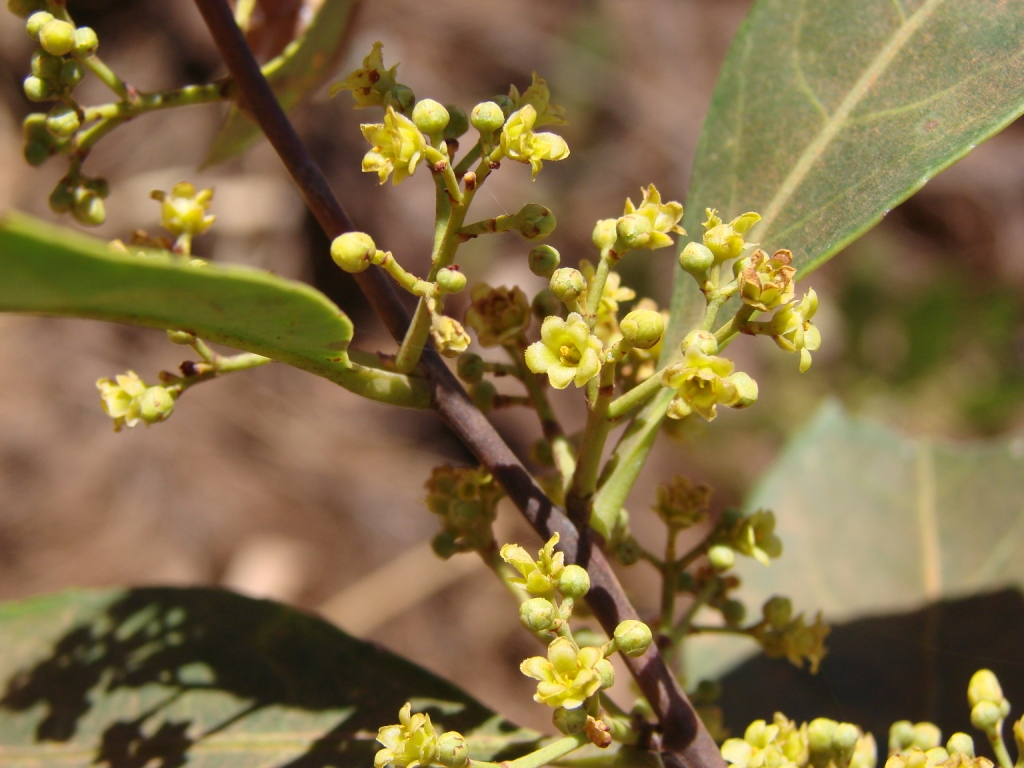
Flores de aguacatillo (Ocotea aciphylla).
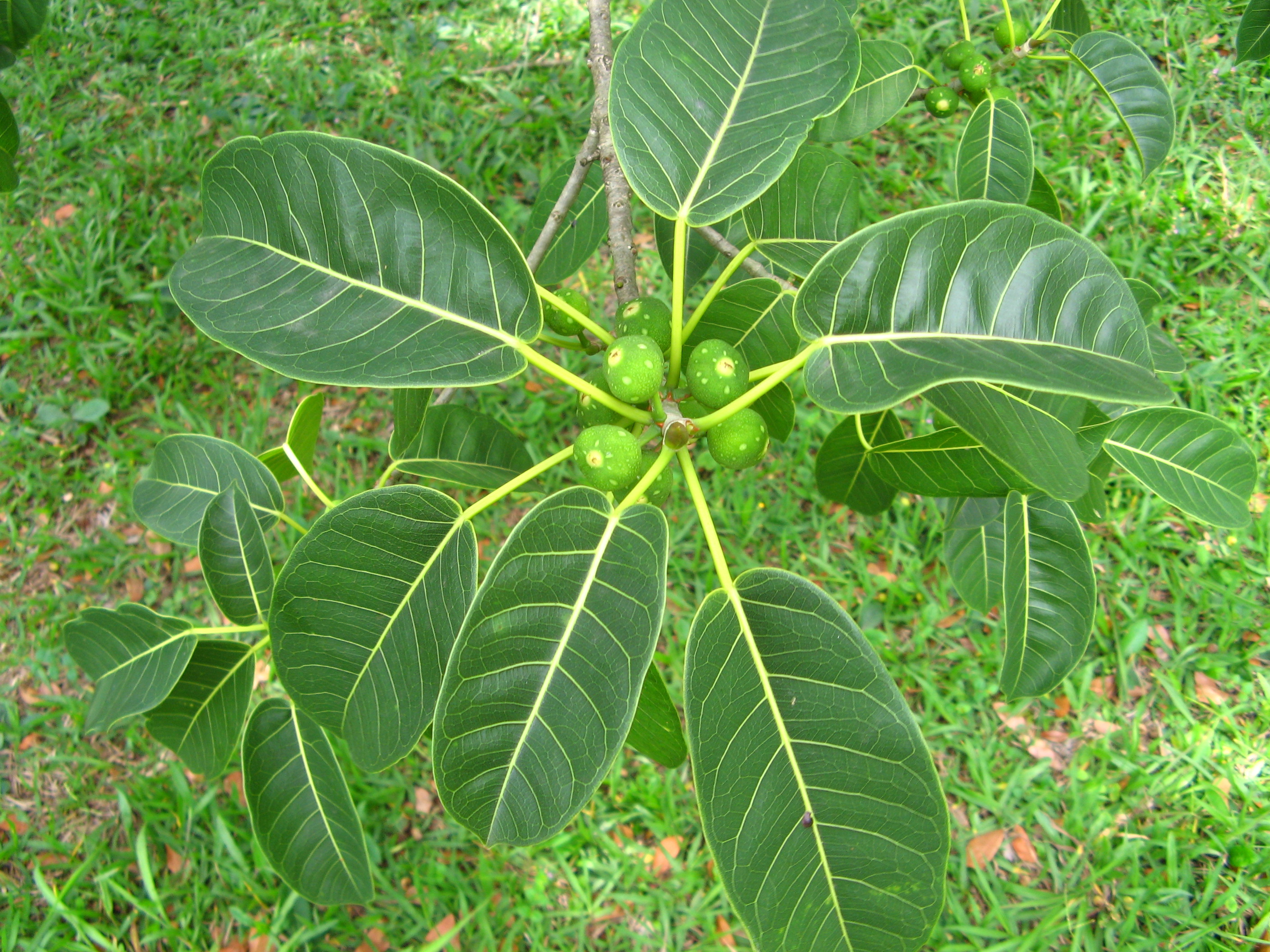
Hojas de higuerón (Ficus citrifolia).
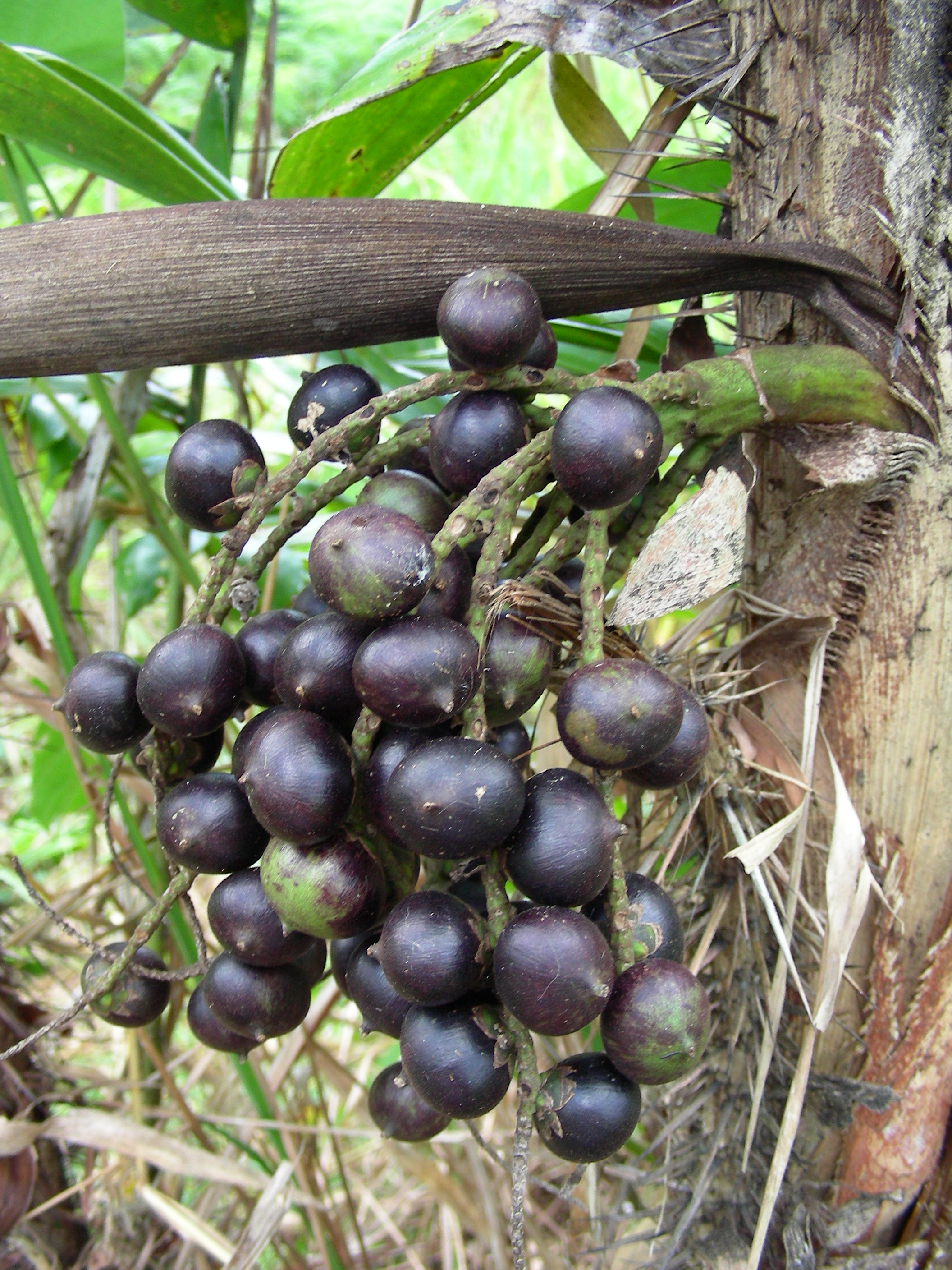
La chontilla (Bactris maraja).
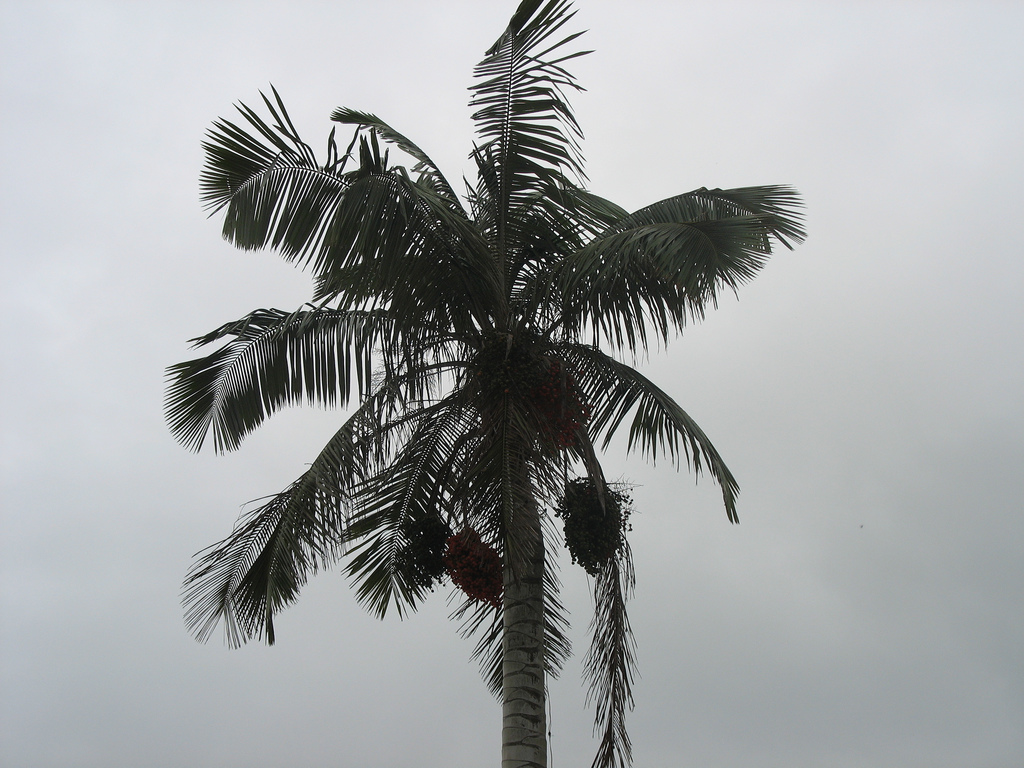
Palma de ramos (Ceroxylon quindiuense).
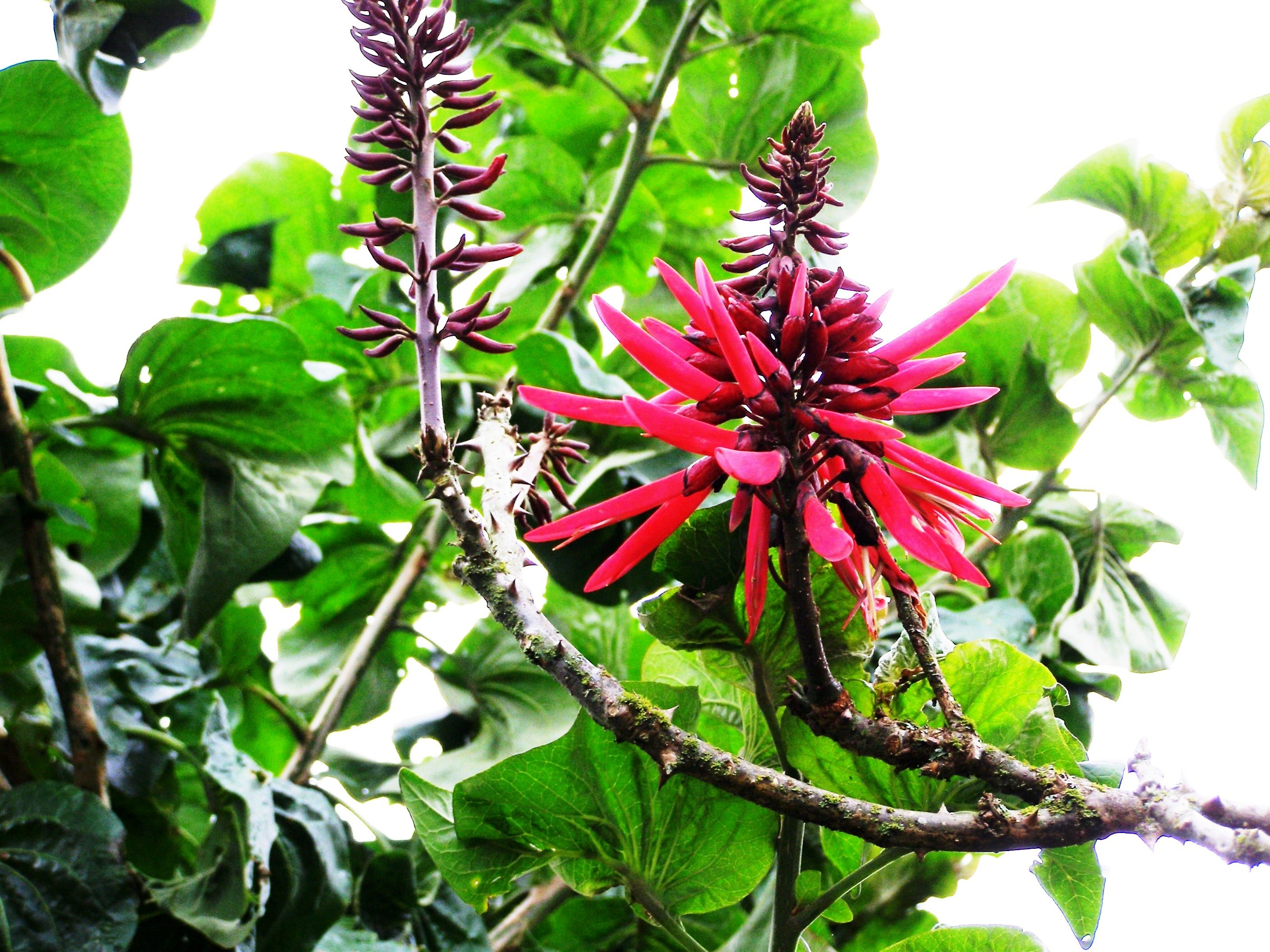
El Poroto (Erythrina edulis)